# پرسپولیس (داستان مصور)
پرسپولیس (تخت جمشید) نام کتاب مصوری است که توسط مرجان ساتراپی به زبان فرانسوی نوشته شده‌است. نیوزویک از این کتاب به عنوانی یکی از ۱۰ کتاب برتر غیرداستانی دهه یاد کرد. نثر ساده و جذاب این کتاب باعث شده که از آن به عنوان متن مناسب برای زبان‌آموزان زبان فرانسه در سطح A1 نام برده شود. پرسپولیس به چندین زبان از جمله انگلیسی، اسپانیایی، کاتالانی، پرتغالی، ایتالیای، آلمانی، یونانی، سوئدی و گرجستانی ترجمه شده‌است که در مجموع بیش یک میلیون و پانصد هزار نسخه از آن فروش رفته‌است. مرجان ساتراپی به همراهی گروهی از فیلمسازان فرانسوی و آمریکایی فیلمی انیمیشنی با همین عنوان از روی داستان کتاب ساخته‌اند. این فیلم جایزه هیئت داوران جشنواره فیلم کن را به خود اختصاص داد.
این رمان به سبک زندگی‌نامه خودنوشته بوده، شخصیت اصلی آن که راوی داستان است، دختری ایرانی است به نام مرجان. مرجان دختری است که در جریان انقلاب ایران و بحران جنگ ایران و عراق به تشویق خانواده از کشور خارج شده و به اتریش می‌رود. این کتاب‌ها روایت جنگ و آوارگی، زندگی مهاجری در اروپا، بحران‌های مذهبی و سنتی جامعه ایران و حوادث انقلاب و جنگ هستند و تاریخ دههٔ بعد از جنگ ایران را از دید وی بیان می‌کنند.

## نام
نویسنده، نامِ یونانِ باستانیِ «پرسپولیس» (که به نشست‌گاهِ هخامنشیان اطلاق می‌شد) را برای این مجموعه برگزید تا نشان بدهد که وضعیت کنونی ایران ناشی از پیشینهٔ هزاران ساله است، نه فقط رویدادهای خصمانه اخیر.